# Юртайкина, Татьяна Александровна
Татьяна Александровна Юртайкина (в девичестве — Шемякина, род. 3 сентября 1987 года, Макаровка) — российская легкоатлетка и тренер, специализирующаяся в спортивной ходьбе.

## Биография
Родилась 3 сентября 1987 года в Макаровке. Тренировалась в саранской СШОР по лёгкой атлетике.
Начала участвовать в национальных соревнованиях в 2004 году, на международной арене дебютировала в 2006 году. С 2006 по 2011 год была многократным призёром крупных соревнований. Завершила спортивную карьеру в 2012 году.
Вышла замуж за Михаила Юртайкина. У супругов две дочери и сын.
В настоящее время Татьяна работает тренером в Центре олимпийской подготовки Саранска. Под её руководством тренировались Михаил Рыжов, Пётр Богатырёв и другие спортсмены.

## Основные результаты

### Международные
| Год  | Соревнования                    | Место проведения  | Дисциплина      | Место | Результат |
| ---- | ------------------------------- | ----------------- | --------------- | ----- | --------- |
| 2006 | Чемпионат мира среди юниоров    | Пекин, Китай      | 10 км           | 2     | 45:34,41  |
| 2007 | Чемпионат Европы среди молодёжи | Дебрецен, Венгрия | 20 км           | 1     | 1:28:48   |
| 2007 | Чемпионат мира                  | Осака, Япония     | 20 км           | 2     | 1:30:42   |
| 2008 | Кубок мира                      | Чебоксары, Россия | 20 км (команды) | 1     | 7 очков   |
| 2009 | Чемпионат Европы среди молодёжи | Каунас, Литва     | 20 км           | 3     | 1:34:13   |
| 2011 | Летняя Универсиада              | Шэньчжэнь, Китай  | 20 км           | 2     | 1:34:23   |

### Национальные
| Год  | Соревнования            | Место проведения | Дисциплина | Место | Результат |
| ---- | ----------------------- | ---------------- | ---------- | ----- | --------- |
| 2005 | Зимний чемпионат России | Адлер            | 10 км      | 7     | 46:29,0   |
| 2005 | Чемпионат России        | Саранск          | 10 км      | 4     | 46:38,2   |
| 2006 | Зимний чемпионат России | Адлер            | 10 км      | 6     | 44:51,0   |
| 2008 | Зимний чемпионат России | Адлер            | 20 км      | 3     | 1:25:46   |
| 2009 | Чемпионат России        | Чебоксары        | 20 км      | 2     | 1:29:33   |
| 2011 | Чемпионат России        | Саранск          | 20 км      | 3     | 1:28:55   |
| 2012 | Зимний чемпионат России | Сочи             | 20 км      | 11    | 1:34:13   |